# Mycodiplosis pucciniae
Mycodiplosis pucciniae är en tvåvingeart som först beskrevs av Pritchard 1948.  Mycodiplosis pucciniae ingår i släktet Mycodiplosis och familjen gallmyggor.
Artens utbredningsområde är Kalifornien. Inga underarter finns listade i Catalogue of Life.